# Tyrinthia picticornis
Tyrinthia picticornis là một loài bọ cánh cứng trong họ Cerambycidae.